# アーランダエクスプレス

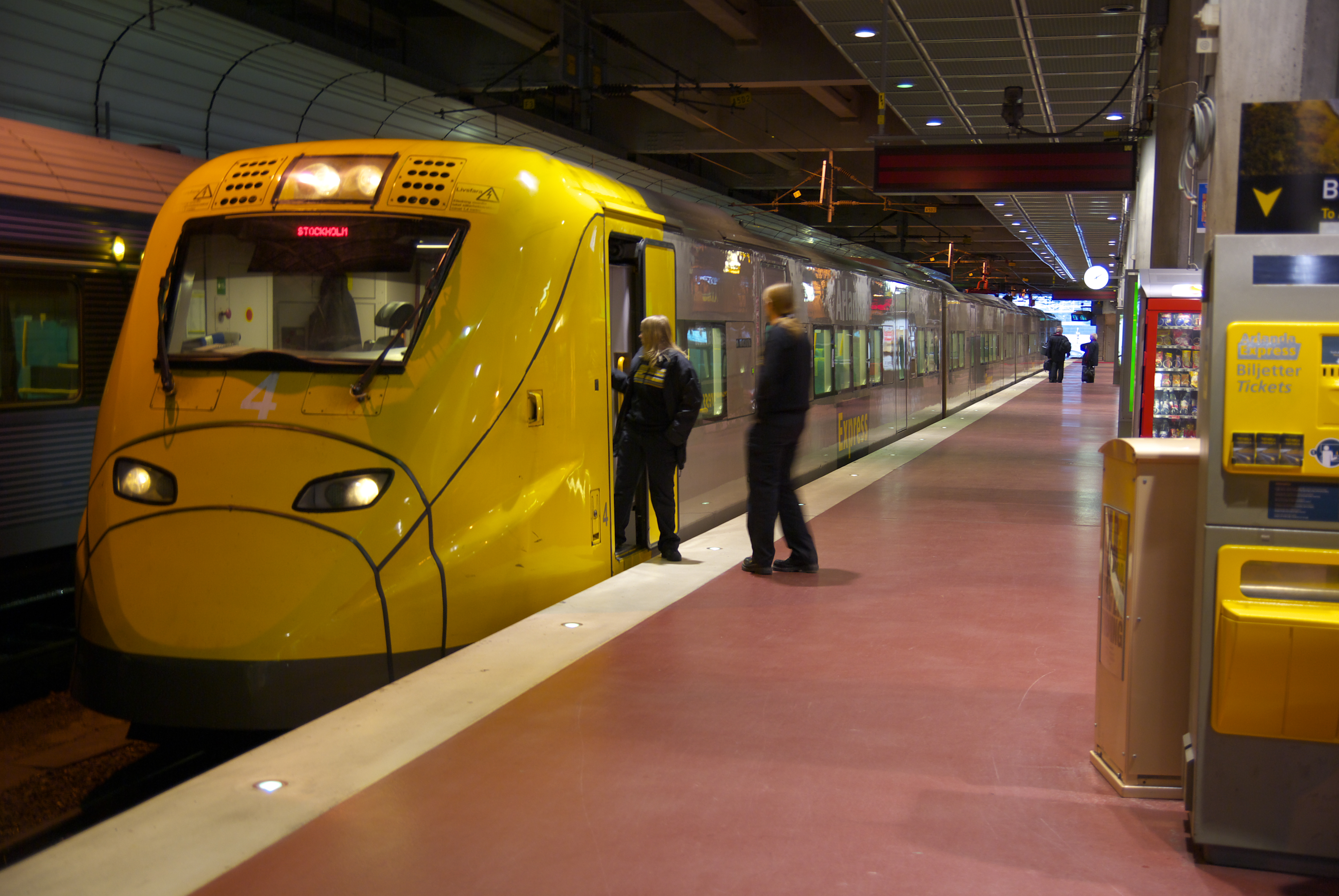
アーランダエクスプレス

アーランダエクスプレス (英語: Arlanda Express) はストックホルム中央駅とアーランダ国際空港を結ぶ空港アクセス列車である。最高運転速度は時速200kmで、所要時間は20分である。アーランダエクスプレスはA-Trainによって運行されており、スウェーデン政府より開業した1999年9月24日から30年間の運行免許が付与されている。
7編成のX3形電車によって運行されており、ノッラスタム鉄道 (Norra Stambanan)、アーランダ鉄道 (Arlandabanan) の2路線を経由している。ストックホルム中央駅からSkavstabyまでの区間はスウェーデン鉄道庁が所有し、それより先の空港までの区間はA-Trainが建設を行った区間だが、政府が所有している。運転本数は1時間に4-6本で料金は299SEKである。往復割引や週末割引などの設定も行われている。アーランダ国際空港の停車駅は、3つある駅のうちアーランダ北、アーランダ南の2駅である。
スウェーデン政府が鉄道建設を行った目的は、アーランダ国際空港の第3滑走路の整備によって旅客数の増加が見込まれるためであったが、環境対策の側面もあった。
アーランダ国際空港にある3つ目の駅であるアーランダ中央駅ではSJ ABの長距離列車とウプサラローカルトラフィックが運行する近郊列車が接続しており、ウプサラ方面へ連絡している。